# La Requejada

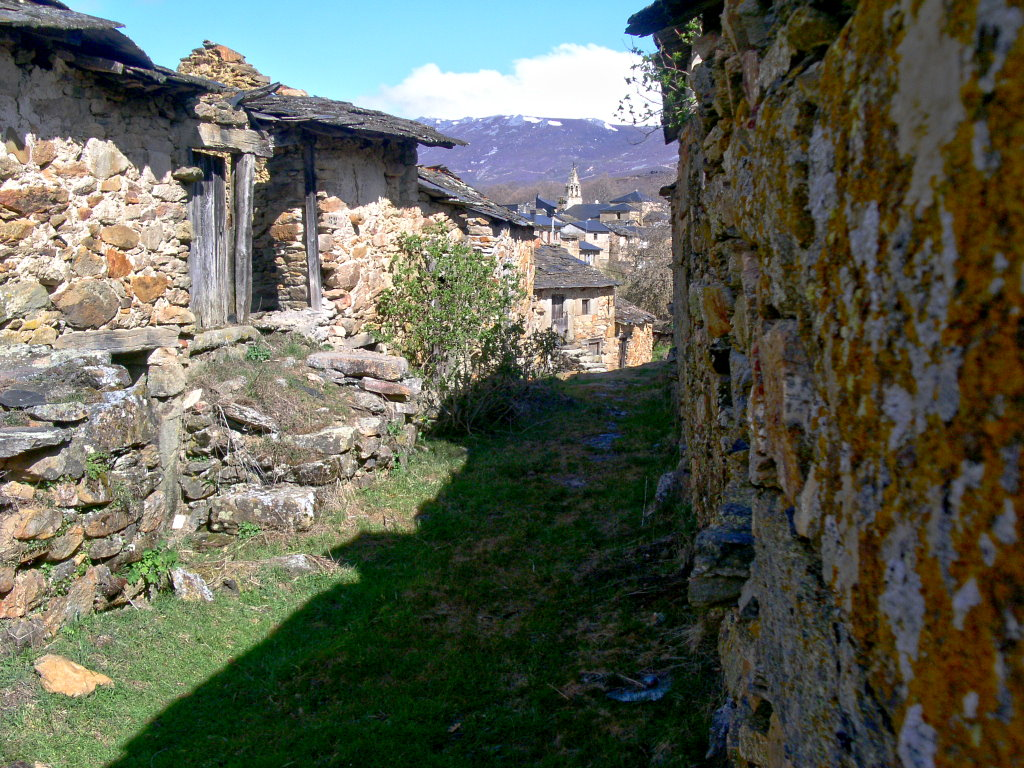
Villarejo

La Requejada es una subcomarca de la comarca zamorana de Sanabria (Castilla y León, España).
Las características propias de La Requejada, tanto culturales como lingüísticas, han dificultado en ocasiones su adscripción comarcal. Tradicionalmente han sido vinculados con la comarca de Sanabria, y sanabreses se consideran sus habitantes, pero en algunas divisiones comarcales se incluye en la comarca de La Carballeda.
La vacilación en su encuadre comarcal, se debe a que su territorio se encuentra en una zona de transición entre Sanabria y La Carballeda, a lo que se une las grandes afinidades de La Requejada con la lindante comarca de La Cabrera, esta última ya en la provincia de León.
Ocupa un territorio claramente definido en algunos de sus contornos. Al norte la sierra de la Cabrera, al este la prolongación de esta sierra que la separa del resto de Sanabria. La zona oeste y sur carece de notables accidentes geográficos, pero está incomunicada por carretera con La Carballeda. El acceso a La Requejada, sólo es posible a través de una carretera que parte de Palacios y que, tras atravesar La Requejada, se dirige hacia la comarca de La Cabrera leonesa. Su ubicación ha propiciado su histórico aislamiento, lo que ha permitido que se hayan generado y mantenido características culturales y lingüísticas singulares que, desde principios del siglo XX, han sido objeto de diversos estudios.
Su territorio incluye las localidades de Santiago de la Requejada, Rosinos de la Requejada, Doney de la Requejada, Carbajalinos, Villarejo, Gusandanos y Faramontanos.